# Richha
Richha es una ciudad y una nagar panchayat en el distrito de Bareilly, del estado  indio de Uttar Pradesh.

## Geografía
Richha está localizada en las coordenadas 28°42′N 79°31′E / 28.7, 79.52. Tiene una altitud media de 252 metros. (830 pies)

## Demografía
Según censo de 2001, Richha tiene una población de 17 482 habitantes. La población masculina constituye el 53% de la población y la femenina el 47%. Richha tiene una tasa de alfabetismo del 37%, inferior a la media nacional del 59.5%: El alfabetismo en la población masculina es del 45%. En el sexo femenino es del 28%. En Richha, el 18% de la población tiene menos de 6 años de edad.